# Edwin Vose Sumner
Edwin Vose Sumner (Boston, 30 gennaio 1797 – Syracuse, 21 marzo 1863) è stato un generale statunitense.
Fu il più anziano ufficiale in entrambi gli schieramenti della guerra di secessione americana. I suoi soprannomi di Bull (Toro) o Bull Head (Testa di toro) derivano dalla sua voce profonda e da una leggenda secondo la quale una volta un proiettile di moschetto avrebbe rimbalzato sulla sua testa.
Sumner combatté la guerra di Falco Nero, la guerra messico-statunitense sulla frontiera occidentale e nel teatro orientale durante la prima metà della guerra di secessione. Comandò il II Corpo dell'Armata del Potomac durante la campagna Peninsulare, le battaglie dei Sette Giorni, la campagna del Maryland e la battaglia di Fredericksburg.

## Gioventù e carriera
Sumner nacque a Boston da Elisha Sumner e Nancy Vose Sumner. Studiò presso la Milton Academy di Milton (Massachusetts). Nel 1819, dopo aver perso interesse per la carriera mercantile a Troy (New York), si arruolò nello United States Army come sottotenente del 2º fanteria il 3 marzo 1819. Il 25 gennaio 1825 fu promosso tenente.
La carriera di Sumner fu facilitata da Samuel Appleton Storrow, giudice avvocato del generale Jacob Jennings Brown del dipartimento settentrionale. Storrow era stato in precedenza mentore di Sumner a Boston. A causa della loro lunga amicizia, Sumner in seguito chiamò uno dei suoi figli Samuel Storrow Sumner.
Sposò Hannah Wickersham Foster (1804–1880) il 31 marzo 1822. Ebbero insieme sei figli: Nancy, Margaret Foster, Sarah Montgomery, Mary Heron, Edwin Vose Jr. e Samuel Storrow Sumner. Il figlio Samuel fu u generale della guerra ispano-americana, della ribellione dei Boxer e della guerra filippino-americana. La figlia Mary Heron sposò il generale Armistead Lindsay Long nel 1860.
In seguito Sumner prestò servizio nella guerra di Falco Nero ed in varie campagne indiane. Il 4 marzo 1833 fu promosso capitano ed assegnato al comando della compagnia B del neonato reggimento dragoni.
Nel 1838 comandò la cavalleria alle Carlisle Barracks in Pennsylvania. Fu assegnato a Fort Atkinson, territorio dell'Iowa, dal 1842 al 1845. Ne fu il comandante per buona parte del periodo. Fu promosso maggiore del 2° dragoni il 30 giugno 1846. Durante la guerra messico-statunitense Sumner fu promosso Brevetto tenente colonnello per il coraggio mostrato nella battaglia di Cerro Gordo. Fu qui che si guadagnò il soprannome di "Bull Head" quando, si dice, un proiettile di moschetto gli rimbalzò sulla testa durante la battaglia. A Molino del Rey ricevette il brevetto di colonnello. Fu promosso tenente colonnello del 1° dragoni il 23 luglio 1848. Divenne governatore militare del territorio del Nuovo Messico dal 1851 al 1853, per poi venire promosso colonnello del 1º cavalleria il 3 marzo 1855.
Nel 1856 Sumner comandò Fort Leavenworth e fu coinvolto nella crisi del Bleeding Kansas. Nel 1857, da comandante del 1º cavalleria, guidò una spedizione punitiva contro i Cheyenne. e nel 1858 comandò il dipartimento dell'ovest. Il 7 gennaio 1861 scrisse al presidente Abraham Lincoln avvisandolo di portare sempre con sé un'arma. Il tenente generale Winfield Scott assegnò Sumner ad accompagnare Lincoln da Springfield a Washington nel marzo 1861.

## Guerra di secessione
Nel febbraio 1861 il generale David E. Twiggs fu radiato dall'esercito per tradimento dal presidente uscente James Buchanan ed il 12 marzo 1861 Sumner fu nominato dal neoeletto Lincoln a sostituire Twiggs come generale di brigata dell'esercito regolare a partire dal 16 marzo. Sumner fu quindi il primo generale dell'Unione nominato dopo la crisi della secessione. Fu assegnato a sostituire il generale Albert Sidney Johnston, allora al comando del dipartimento del Pacifico in California, per cui non prese parte alle campagne del 1861. Quando Sumner partì per la California, il genero Armistead Lindsay Long diede le dimissioni e si arruolò con i Confederati diventando segretario militare di Robert Edward Lee e generale di brigata d'artiglieria.
Nel novembre 1861 Sumner fu riportato ad est al comando di una divisione ed il 5 maggio 1862 fu promosso maggior generale dello Union Army. Quando il maggior generale George B. McClellan iniziò ad organizzare l'Armata del Potomac a marzo, a Sumner fu dato il comando di uno dei nuovi corpi. Sumner fu messo a capo di uno dei quattro corpi dal presidente Lincoln in base alla sua anzianità. Il II Corpo, comandato durante la guerra da Sumner, Darius Nash Couch, Winfield Scott Hancock e Andrew Atkinson Humphreys, aveva la reputazione di essere uno dei migliori del teatro orientale. Sumner, il più anziano ufficiale dell'Armata del Potomac, guidò i propri uomini durante la campagna Peninsulare e le battaglie dei Sette Giorni.

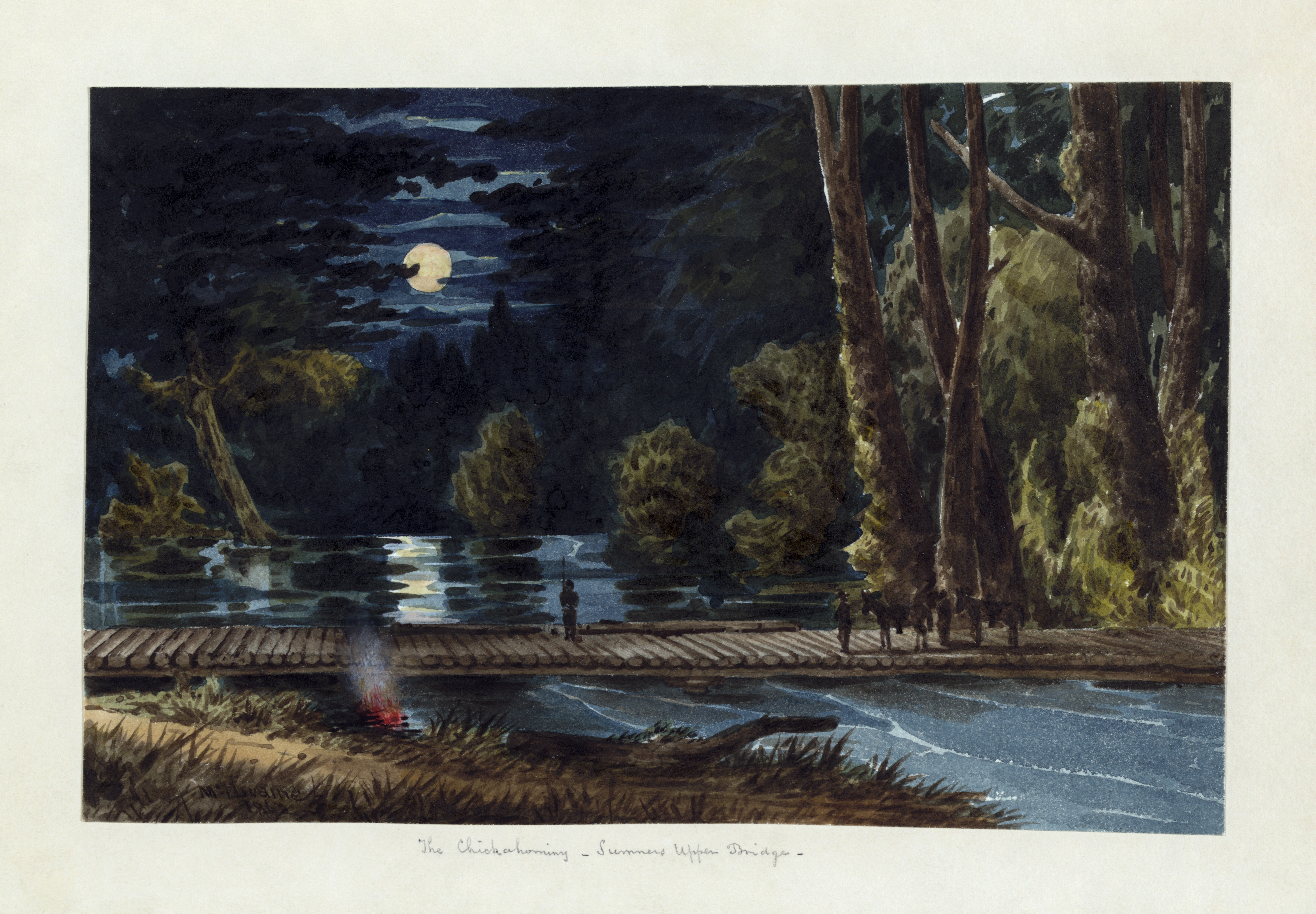
The Chickahominy - Sumner's Upper Bridge: acquerello del 1862 di William McIlvaine

Inizialmente McClellan si fece una pessima opinione di Sumner durante la battaglia di Williamsburg del 5 maggio 1862. In assenza di McClellan, Sumner guidò l'inconcludente battaglia che non impedì ai Confederati la ritirata lungo la penisola, e McClellan scrisse alla moglie: "Sumner ha dimostrato che è ancora più stupido di quello che pensavo ed è arrivato ad un pelo dal farci perdere". Nella battaglia di Seven Pines, però, l'iniziativa di Sumner di mandare rinforzi oltre il fiume Chickahominy in piena impedì il disastro dell'Unione. Ricevette il brevetto di maggior generale dell'esercito regolare per il coraggio mostrato a Seven Pines. Nonostante questo onore, durante la ritirata dell'Unione nel corso dei Sette Giorni McClellan si disse riluttante a nominarlo secondo in comando in sua assenza, sapendo che Sumner era il più anziano sul campo. Sumner fu ferito ad un braccio ed alla mano nella battaglia di Glendale. Nonostante le antiquate idee su disciplina e rispetto per gli ufficiali comandanti, i soldati del II Corpo avevano una buona opinione di lui.
Nell'autunno del 1862, durante la battaglia di Antietam, Sumner fu al centro di una controversia. L'attacco mattutino che aveva ordinato alla divisione del generale John Sedgwick a West Woods fu devastato da un contrattacco Confederato. Gli uomini di Sedgwick furono obbligati a ritirarsi in disordine con oltre 2200 caduti. Sumner è stato criticato da molti storici per il suo attacco "spericolato", per la mancanza di coordinamento e per la perdita di controllo sulla sua altra divisione all'attacco, non svolgendo un'adeguata ricognizione prima dell'attacco e scegliendo un'inusuale linea di battaglia colpita ai fianchi dai Confederati. Il recente studio dello storico M.V. Armstrong ha determinato che Sumner fece svolgere la ricognizione, e che l'ordine di attaccare fu corretto date le informazioni a disposizione.
Quando il maggior generale Ambrose Burnside gli successe al comando dell'Armata del Potomac, riunì i corpi in "grandi divisioni" e nominò Sumner al comando di quella di destra. In questo ruolo partecipò alla disastrosa battaglia di Fredericksburg, in cui il II Corpo patì pesanti perdite in attacchi frontali alle fortificate Marye's Heights.
Poco dopo la nomina del maggior generale Joseph Hooker a capo dell'esercito, Sumner fu rimosso su sua richiesta, apparentemente disilluso dalle discussioni interne all'esercito ed esausto. Fu assegnato ad un nuovo comando in Missouri nella primavera. Prima di assumere questo comando andò a casa della figlia a Syracuse per riposare. Mentre si trovava qui subì un infarto e morì il 21 marzo.

## Tomba
Sumner è sepolto nella sezione 8, lotto 1, del cimitero Oakwood di Syracuse.